# バラ色カンパニー
『バラ色カンパニー』（バラいろカンパニー）は、新田朋子による漫画作品。芳文社の『まんがタイム』『まんがタイムファミリー』誌上において1995年（平成7年）から連載された。新入社員の美人は社長の息子という秘密を知った課のメンバーと主人公たちの奮闘記。

## 登場人物
海が中心となって、物語は進む。社長の息子ながらOLとして働く彼女（彼）は、実家から離れて一人暮らししている。

### 主人公
沢田 海（さわだ うみ）
本作の主人公。本名は花園 海（はなぞの かい）。いわゆる男の娘で、性同一性障害の自覚があるらしい。
性別適合手術は済ませていないが、女性としての生活がしたいという理由から、OLとして働くべく、父の会社・花園商事に就職した。
外見は美女にしか見えないが、露出狂であるがために本来の性別が明らかになることがあるほか、一緒にいる同僚（特に由紀）に注意されることが多い。また、歴代お守り役である中野陸男、加藤美樹は（海のいう）イケメンの部類に入るので、さりげなくアプローチしたことがある。足のサイズは26.5 ㎝で、男性としても大きめ。
以上の事情から、会社では姓を変えて名前も訓読みにしている。
当然だがパスポートでは氏名は本名で、性別は「男」となっているため、ハワイや香港に行くことができた。
力持ちで引越しの手伝いができる。また、スポーツをしているので、ボウリングのスコアが高い。
高校時代は野球部に入っていて、坊主頭だった。凄腕で後輩からも尊敬されるが、その頃も女性化の片鱗を見せていた。中学時代は柔道部に入っていた。父曰く「寝技ばかりやりおって」と呆れており、海も二度と柔道はやりたくないという。
5歳の七五三の際、「人形買って」とせがみ、幼稚園では女の子の同級生と人形で遊んでいた。
不倫をする人は大嫌いで、不倫問題を海が片付けたことがあった。また、軽薄な男も嫌いで、退散させたこともある。
健康ランドの女湯で男であることが露見したが、由紀が「この子はニューハーフですから」と説得したことで逮捕を免れた。

### 同じ部署の人々
海の秘密を知っている運命共同体。他部署の社員曰く「比較的暇な部署である」とのこと。
課長（かちょう）
海の上司。問題児の海に手を焼いている。社長から「君に預けておく、海の事は内密に」と言われる。
他の同僚と同じように「海ちゃん」と呼ぶ。
由紀（ゆき）
海の同僚の中では、付き合うことが多い黒髪ショートの女性。
結婚を催促する両親に「彼氏がいる」と偽装するため、一度だけ男の姿の海を父に会わせたことがある。
リエ
海の同僚の中では、由紀の次に付き合うことが多い黒髪ロングの女性。
夫がいることが判明。ママさんバレーのチームに所属しており、一度リエの代打として海が出場したことがあり、その実績から海に何度も応援を頼む。
連載中に子供が生まれ2児の母となっている。男女の双子を生んだが、報告の際に双子と告げずに性別を「両方」と答えたため混乱をもたらした。
高宮（たかみや）
海の同僚の男性。眼鏡をかけている。実家が定食屋で、父が入院中は彼と海、由紀の3人で店を手伝っていた。
妹とは就職後、同居している。
岡田（おかだ）
海の同僚の男性。眼鏡をかけていない。
高宮に比べて、海に対して一歩引いた目線で見ている。

### 海の親族
同じく海の秘密を知っている。
海の父（うみのちち）
海の勤務する会社の社長。坂本夏美のファンで、海と一緒にディナーショーに参加したことがある。
海が「男の娘」であることを絶対に認めたくないため、海の所属する部署に秘密を守らせている。
犬に噛まれたことが有り、犬は「男の娘」と同様に好きではない。
花園 律子（はなぞの りつこ）
海の母。夫と違い、海の「性同一性障害」を早くから理解している。
「海ちゃん」と呼び、少なくとも幼稚園時代から海が「オネエ」であることに順応していた。
海の縁談相手に男を紹介しようとして、夫と大喧嘩になった。
花園 時子（はなぞの ときこ）
海の父方の祖母で、田舎に住んでいて、海はたまに家に遊びに行く（由紀も同伴したことがある）。
一応は海の「性同一性障害」を理解している。
中野 陸男（なかの りくお）
海の従弟。海の父の会社に就職する条件として、社長から「海の監視」を任せられる。
海に振り回される苦労人。
2巻以降、移籍か転職かは不明であるが、加藤の登場と共に「お守り役」の出番がなくなった。
海三郎（うみさぶろう）
海の先祖で、武士だった。海とは「オネエ」趣味で意気投合。

### その他
海の見た目は美女にしか見えないので、素性を知らない人からの求愛が後を絶たない。
南部 金四郎（なんぶ きんしろう）
アメリカで成功して起業した実業家。見た目は大男。海に一目ぼれする。
サングラス男たちの部下を使って、海に気に入られようとしている。海は気付いているが、彼になびかない。
泉（いずみ）
海の会社ではモテる女子の派遣社員。
「女子」ではモテるが、海にはかなわない。そのため、海に嫉妬するが、次第に海に惹かれていく。
海の素性を知らないまま、金四郎や若社長たちを遠ざけようとしている。
加藤 美樹（かとう みき）
高校時代からの海の友達で、海と同じく野球部員であった。海と一緒にサッカー部との掛け持ちもしていた。
海の秘密を知るため、海の上司である課長から、陸男に次いでお守りを丸投げされる。
上司の若社長率いるスケッチサークルに所属。
若社長
加藤の上司。加藤を介して何度も海にアプローチしようとする。眼鏡をかけている伊達男。
海の秘密が露見すると由紀たちと加藤の立場が危ないので、由紀は女装した加藤を使って、海を遠ざけようとするが失敗に終わっている。
ユージ
海がコインランドリーで出会ったロックバンドのボーカリストを務める男性。
海に惚れるが、「私男なのでごめんなさい」と振られる。
リエの夫
結婚式で海や由紀などと出会う。
「海ちゃんかわいいね」と言うと、妻に「あの子に手を出すとあなたが不幸になるよ」と言われる。その後、海の正体を知る。
リエのテニスコーチ
リエの伝手で由紀と海が仮入会して知り合う。
海に惚れてしまい、海が男であることを知るが「見なかったことにして」なおもアプローチする。
吉田（よしだ）
海と加藤と同じ高校時代の野球部仲間。保育士になっていた。彼の教え子から海が惚れられる。
太郎（たろう）
リエの弟で、大学受験に2度も失敗して落ち込んでいた。
由紀と海が激励に来宅し、海に励まされて立ち直った。
海の正体は承知の上であり、大学の文化祭に海と由紀を招待。
メイクアップの先生
律子が化粧の指導を受けている先生。海も律子に付いてあったことがある。
露出するまでもなく、海の正体を知る。
湯治場のおばさん客
海、由紀、リエが旅に来た温泉で出会う。
猿に驚く海たちだが、海の正体を知った彼女たち曰く「あの子（海）の方がびっくり」。
幸子
海のお見合い相手。海の父と幸子の父が声を掛け合って実現したらしい。
海とは男性タレントのことで意気投合するが、ある事情から破談になる。
高宮の妹
高宮と一緒に住んでおり、家事は兄に丸投げしている。彼女のわがままに兄と由紀は辟易している。
家事をするよう説得する海に対して「あなたみたいな美女は苦労知らずでしょうね」といって、海の説得を拒否。
海は「私が性同一性障害で女になりすますのがどんだけ大変か」と正体を明かし、納得させた。
ジミー
海とは別部署でたらこ唇の地味な男。海に惚れていて、移動前に「一度デートしてください」と海に告白。
「一度だけなら」と海は了承するが、心配になった由紀が同行して、海と一緒に彼のモテ男への改造を行う。
ケーキ店主人
由紀の元バイト先の主人。由紀が海と来店すると、駅前のライバル店のせいで閑古鳥が鳴いていた。
海の呼び込み作戦が功を奏して、客が戻る。
警備員の友達
海の野球部仲間で、海は借りを返すためにバイトの代打をしていた。
彼の上司も海の正体を知っている。
大学の応援団
海が海水浴場で出会った、海の家の運営者たち。
海が彼らを気に入り、売上向上の手助けをした。
社員食堂のおばちゃん
花園商事の社員食堂で勤務、占いができる。
彼女が海に教えた風水は女性向けだったので、男である海には全く利かなかった。
コーラスの先生
由紀が所属するコーラスグループの先生。
彼女も海の正体を知る。
花園商事陸上部
遅刻しそうになっている海のランニングを見て誘い、海も一度は入部するが、海の挙動であらぬ噂が立ち、由紀によって無理やり退部させられた。
老人の人々
加藤の知人。海を気に入ってしまう。
軽率な海が気が大きくなって全裸になったが、動じなかった。
営業課長
海の部署と合同で忘年会をしたことがあった。
銭湯のおやじ
野球部時代の海を知っていて、海や加藤らが高校時代によく来店していた。
「オネエ」の素質を見抜いていて、女装の海にすぐ気付いた。
海の正体を知らない常連客には「姪」と紹介したが、しばらくして海の正体が露見してしまった。
山本（やまもと）
花園商事営業課の若手ホープ。
海に惚れるが、全く相手にされない。

## 書誌情報
- 新田朋子『バラ色カンパニー』芳文社〈まんがタイムコミックス〉、全5巻。
  1. 1997年11月1日発行、ISBN 4-8322-6096-0。
  2. 1998年10月15日発行、ISBN 4-8322-6118-5。
  3. 1999年9月発行、ISBN 4-8322-6147-9。
  4. 2000年8月発行、ISBN 978-4-8322-6180-8。
  5. 2001年9月発行、ISBN 978-4-8322-6222-5。